# Chris Lawler
Chris Lawler (nascido em 20 de outubro de 1943 em Liverpool, Lancashire, Inglaterra) é um ex-jogador de futebol que teve sucesso no Liverpool nos anos 60 e 70.

## Carreira

### Liverpool
Lawler se juntou ao Liverpool quando completou 17 anos em outubro de 1960 e fez sua estréia profissional aos 19 anos em um empate por 2 a 2 contra o West Bromwich em Anfield em 20 de Março de 1963. Por duas temporadas sua progressão no time titular foi gradual e ele jogou apenas 6 jogos em cada uma das temporadas. Em 1965, ele começou a temporada como titular e marcou o primeiro gol durante um jogo contra o Burnley no Turf Moor em 5 de dezembro de 1964. O timing de Lawler e a sua capacidade de aparecer no lugar certo e na hora certa, o ajudou a marcar gols vitais que lhe renderam o apelido de "Cavaleiro Silencioso". 
A temporada de 1964-55 terminou com ele sendo selecionado na equipe que derrotou o Leeds United na final da Copa da Inglaterra em Wembley, conquistando o troféu pela primeira vez na história do Liverpool.
O nome dele foi praticamente intocável nas equipes do técnico Bill Shankly, não jogando apenas três jogos nas próximas sete temporadas. Durante este período, ele ajudou o Liverpool a vencer a Primeira Divisão em 1966. Após isso, houve uma desilusão quando o Liverpool foi derrotado por 2 a 1 pelo Borussia Dortmund na final da Taça dos Clubes Vencedores de Taças em Hampden Park, Glasgow, na primeira aparição dos Reds em uma final europeia.
Lawler sobreviveu ao massivo abate de Shankly em 1970, que viu muitas das estrelas mais antigas da década de 1960 serem substituídas por talentos mais jovens. Além de Lawler, apenas Emlyn Hughes, Ian Callaghan e Tommy Smith foram mantidos.
Mais uma vez ele provou a derrota quando eles perderam a final da Copa da Inglaterra de 1971 para o Arsenal, mas isso foi colocado para atrás quando o Liverpool ganhou a Primeira Divisão e a Copa da UEFA em 1973. 
Foi durante este período que ele jogou quatro vezes pela Seleção Inglesa. Ele marcou na sua estreia, na vitória por 5-0 sobre o Malta no Wembley, em 12 de Maio de 1971.
Ele ficou no banco depois de uma série de contusões quando o Liverpool chegou à final da FA Cup em 1974, mas ganhou mais uma medalha de campeão após o Liverpool derrotar o Newcastle United por 3-0 em 4 de Maio.
A saida repentina de Shankly no verão de 1974 também anunciou o fim da carreira de Lawler no Liverpool. O novo treinador, Bob Paisley, comprou o lateral Phil Neal do Northampton Town no final do ano e Lawler apareceu apenas esporadicamente, fazendo sua última aparição no Liverpool contra o Hibernian em uma eliminatória da Taça UEFA em 17 de setembro de 1975.

### Outros Clubes
Ele se transferiu para o Portsmouth em outubro de 1975, que era treinado pelo seu ex-companheiro de Liverpool, Ian St John. Lawler mais tarde se transferiu ao Stockport County em 1978; ele também jogou pelo clube galês, Bangor City. Em 1976, ele jogou emprestado ao Miami Touros da NASL. Na temporada 1980-1981, Chris Lawler jogou e treinou o Raufoss I. L. da liga norueguesa.

## Pós Aposentadoria
Jon ainda é muito querido pelos torcedores do Liverpool que botaram ele na 51º posição dos maiores jogadores que jogaram no clube em uma enquete feita no www.liverpool.tv.

## Títulos
Liverpool
- Primeira Divisão: (1964, 1966 e 1973)
- Copa da Inglaterra: (1965 a 1974)
- Supercopa da Inglaterra: (1964, 1965,1966 e 1974)
- Taça dos Clubes Vencedores de Taças: 1973